# 小行星1564
小行星1564（1564 Srbija）是一颗围绕太阳公转的小行星。1936年10月15日，米洛拉德·B·普羅蒂奇在贝尔格莱德发现了此天体。
該小行星以東歐國家塞爾維亞命名。
这颗小行星的绝对星等为229.1545110080255等。